# نملة صفراء مجنونة
النملة الصفراء المجنونة أو النمل طويل الأرجل (الاسم العلمي: Anoplolepis gracilipes)، هي نوع من أنواع النمل، استوطن شمال أستراليا وجزيرة كريسماس في المحيط الهندي كنوع مجتاح وأدى إلى خلل كبير في التوازن البيئي في جزيرة كريسماس كمثال بالإضافة إلى شمال أستراليا. سميت بالعامية بالمجنونة بسبب تحركها العشوائي بكل الاتجاهات عند إزعاجها. لها أرجل وقرون استشعار طويلة، مما يجعلها من أكبر أنواع النمل المجتاح في العالم.